# Circuito dell'aeroporto di Berlino-Tempelhof
Il circuito dell'Aeroporto di Berlino-Tempelhof è un circuito cittadino situato presso l'omonimo aeroporto. È stato utilizzato dalle monoposto di Formula E a partire dalla prima stagione della categoria per l'E-Prix di Berlino. Dopo un'assenza nella seconda stagione, a causa del suo utilizzo per l'accoglienza di migranti, è tornato ad essere utilizzato dalla stagione 2016-2017.

## Tracciato

Il tracciato della prima edizione.

Il tracciato, utilizzato per l'edizione inaugurale, si componeva di 17 curve per un totale di 2.470 metri, con un tracciato tortuoso e impegnativo.

## Modifiche

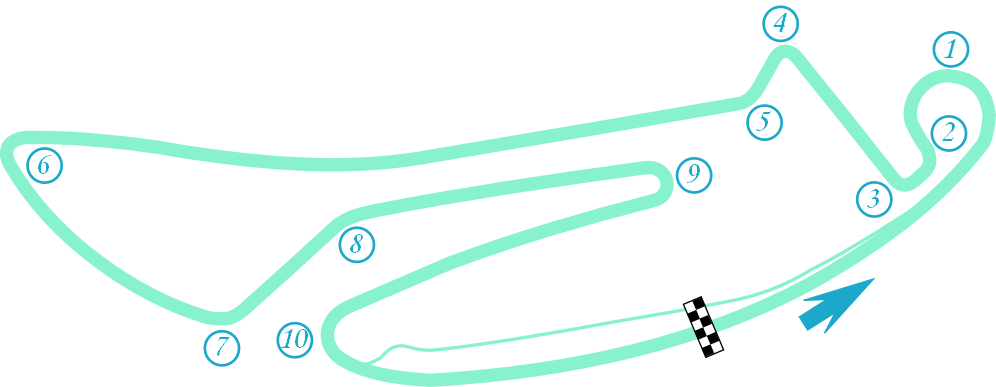
Configurazione del tracciato utilizzata dal 2017 al 2023.

A partire dalla sua seconda edizione il circuito è stato pesantemente modificato, passando ad una lunghezza di 2.250 metri, con un tracciato rivisto e semplificato che comprende soltanto 10 curve e un nuovo rettilineo rispetto al layout precedente.
Nell'edizione 2020, per sopperire all'impossibilità di correre sui circuiti cittadini per via della pandemia da Covid 19, le ultime sei gare della stagione vengono disputate a Berlino in tre configurazioni diverse (due gare ciascuna): oltre a quella classica, si corre nel senso di marcia inverso e in una configurazione estesa da 2.505 metri. Dal 2021 le due gare del weekend vengono disputate ciascuna in un senso di marcia. Questo rende il circuito tedesco uno dei pochissimi al mondo a poter essere utilizzato sia in senso orario che in senso antiorario.
Per l'edizione del 2024 il tracciato subisce ulteriori modifiche. La lunghezza viene aumentata a 2.285 metri alzando il numero di curve a 15. La griglia di partenza viene poi spostata nel secondo rettilineo, precedentemente tra curva 5 e curva 6.